# Trần Kiểu
Trần Kiểu (chữ Hán: 陈矫; ?-237),(phiên âm: chen jiao) hay Trần Kiều, là quan nhà Tào Ngụy thời Tam Quốc trong lịch sử Trung Quốc.

## Thân thế
Trần Kiểu có tên tự là Quý Bật (季弼), người quận Quảng Lăng huyện Đông Dương (thuộc Từ châu).
Theo sách Nguỵ thị Xuân Thu, Trần Kiểu vốn là con của họ Lưu, sinh ra do người cậu hôn phối với người trong dòng tộc.

## Giúp Trần Đăng
Ông từng có thời gian đi tránh loạn ở Giang Đông đến Đông Thành. Tôn Sách và Viên Thuật có mời gọi nhưng ông từ chối, quay về quận Quảng Lăng.
Thái thú Trần Đăng mời ông làm Công tào, sai Trần Kiểu đến huyện Hứa, dặn nghe ngóng ý tứ của mọi người về mình. Trần Kiểu đi rồi trở về báo lại với Trần Đăng rằng mọi người xem Trần Đăng là kẻ kiêu căng. Trần Đăng không đồng tình và tỏ ra kính trọng Trần Kiểu.
Trần Đăng bị Tôn Quyền phái Khuông Kỳ mang quân vây hãm, Trần Đăng ra lệnh cho Trần Kiểu đi cầu cứu Tào Tháo. Trần Kiểu nói với Tào Tháo:
"Bỉ quận tuy nhỏ, nhưng về hình thế đối với quốc gia là trọng yếu, nếu ngài ra ân cứu viện, lấy nơi đó làm phên dậu, thì mưu đồ của người Ngô sẽ dứt, vùng Từ Châu được yên ổn lâu dài, thanh danh uy vũ chấn động nơi xa, sự nhân ái được lưu truyền, những kẻ chưa phục tùng quốc gia, theo gió kéo đến mà nương tựa, rồi tôn sùng đức hạnh nuôi dưỡng uy thế, đó là sự nghiệp của bậc bá vương vậy."
Tào Tháo cho rằng Trần Kiểu là bậc kỳ tài, muốn lưu ông lại, nhưng ông từ chối muốn trở về với Trần Đăng trong hoàn cảnh khó khăn.
Tào Tháo bèn phái quân tới cứu. Quân Ngô rút lui, bị Trần Đăng ngầm dẫn binh đuổi theo và đại phá.

## Giúp Tào Tháo
Sau đó Tào Tháo cho triệu Trần Kiểu làm Tư không duyện thuộc, phong cho làm Tương lệnh, Chinh nam Trưởng sử, xuống Kinh châu trợ giúp Tào Nhân giữ Giang Lăng. Sau chiến thắng ở trận Xích Bích, Chu Du mang quân tấn công Giang Lăng.
Khi thấy tướng Ngưu Kim ra xung trận bị quân Giang Đông vây hãm rất nguy cấp, Tào Nhân muốn tự xông vào cứu. Trần Kiểu sợ nguy hiểm cho Tào Nhân, khuyên nên ở trong thành, hy sinh vài trăm quân cùng Ngưu Kim. Tào Nhân không nghe, dẫn quân ra ngoài thành đột kích, đánh dạt quân địch mà cứu Ngưu Kim cùng các quân sĩ. Trần Kiểu vô cùng khâm phục Tào Nhân.
Sau đó Trần Kiểu chuyển sang làm Thái thú Bành Thành, Lạc lăng, Tây bộ đô úy Ngụy Quận. Có người dân ở Khúc Chu vì cha bị bệnh, dùng trâu để cầu cúng, huyện kết tội phải chém ở giữa chợ. Trần Kiểu khen là người có hiếu, bèn dâng biểu xin tha người ấy.
Trần Kiểu được thăng làm Thái thú Ngụy Quận. Trong nhà giam có mấy nghìn người, bị giam giữ đến mấy năm, Trần Kiểu cho rằng pháp luật nên khoan thứ theo phép của nhà Hán không nên giam giữ phạm nhân lâu. Ông tự mình xem xét hết tội trạng của phạm nhân, trong một lúc bàn bạc rồi quyết định.
Sau đó Trần Kiểu về triều làm Thừa tướng trưởng sử giúp việc cho Tào Tháo, rồi lại chuyển làm Thái thú Ngụy Quận, rồi chuyển sang làm Tây tào duyện.
Từ Tuyên thường chê bai thân thế của Trần Kiểu do ông là con của hai cậu cháu trong họ lấy nhau sinh ra, lúc nghị sự ở triều đình cho đó là thiếu sót. Tào Tháo tiếc Trần Kiểu là người tài trí độ lượng, muốn bảo vệ và giữ toàn vẹn danh tiếng cho ông, bèn hạ lệnh rằng: 
"Chuyện từ năm Kiến An thứ năm (200) về trước, nhất thiết chớ có bàn luận. Đem chuyện từ giai đoạn trước mà luận bàn phỉ báng, sẽ trị tội."
Năm 219, Trần Kiểu theo Tào Tháo đi đánh Hán Trung. Khi Tào Tháo bại trận quay về, dùng ông làm Thượng thư.

## Giúp Tào Phi
Đại quân Tào Tháo đi chưa đến Nghiệp Thành, Tào Tháo qua đời ở Lạc Dương, quần thần câu nệ đạo thường, cho rằng việc thái tử lên kế vị phải đợi chiếu mệnh. Nhưng Trần Kiểu cho rằng: 
"Thái tử nên nén đau thương lên tức vị, để úy lạo và ràng buộc lòng trông ngóng xa gần. Vả lại các con của đại vương ở ngay bên cạnh, ví như người này người kia sinh biến, thì xã tắc nguy mất."
Ông lập tức bố trí quan viên và bày biện đủ lễ nghi, xong xuôi hết trong ngày. Hôm sau, dùng lệnh của Biện vương hậu, lệnh cho Thái tử Tào Phi lên kế vị Ngụy vương. Tào Phi rất khen ngợi ông về việc này.
Cuối năm 220, Tào Phi giành ngôi nhà Hán lên làm hoàng đế, chuyển Trần Kiểu sang tạm nhận chức Lại bộ, phong tước Cao Lăng đình hầu, thăng làm Thượng thư lệnh.

## Giúp Tào Duệ
Năm 226, Ngụy Minh Đế lên ngôi, ông được tiến tước Đông hương hầu, hưởng thực ấp 600 hộ. Có lần xa giá Minh Đế đột nhiên đến cửa Thượng thư, tỏ ý muốn xem ông xử lý văn thư. Trần Kiểu thưa rằng: 
"Việc đấy là chức phận của thần, chẳng phải là thứ Bệ hạ nên xem. Nếu thần không xứng với chức phận đó, thì xin Bệ hạ hãy phế truất thần. Bệ hạ nên về đi thôi."
Minh Đế rất xấu hổ, lên xe ra về.
Ngụy Minh Đế từng hỏi Trần Kiểu về Tư Mã Ý, có ý đánh giá cao, cho rằng Tư Mã Ý là người trung chính và là bầy tôi giỏi của xã tắc. Trần Kiểu cho rằng Tư Mã Ý tuy có năng lực, nhưng nếu giao cho việc lớn, thì chưa biết được. Về sau quả nhiên Tư Mã Ý khuynh loát triều đình Tào Ngụy.
Ông được thêm chức Quang lộc đại phu và đến năm 237 được Ngụy Minh Đế thăng làm Tư đồ thay Đổng Chiêu. Nhưng chỉ được hơn 1 tháng, Trần Kiểu qua đời. Ông được ban thụy là Trinh hầu.
Con ông là Trần Bản cũng trở thành đại thần nhà Tào Ngụy.

## Trong Tam quốc diễn nghĩa
Trong tiểu thuyết Tam quốc diễn nghĩa của La Quán Trung, Trần Kiểu là nhân vật phụ. Ông trợ giúp Tào Nhân giữ Nam Quận (Giang Lăng). Gia Cát Lượng dùng kế đánh úp Nam Quận từ tay Tào Nhân, nẫng tay trên của Chu Du và bắt được Trần Kiểu. Lấy được binh phù của Tào Nhân từ tay Trần Kiểu, Gia Cát Lượng sai người mang đến chỗ Hạ Hầu Đôn ở thành Tương Dương, đề nghị Đôn mang quân ra khỏi thành để cứu Nhân. Thừa lúc Hạ Hầu Đôn ra khỏi, Khổng Minh sai Quan Vũ đánh úp luôn Tương Dương.